# Post Grad
Post Grad é um filme estadunidense de comédia com direção de Vicky Jenson e roteiro de Kelly Fremon, lançado em 2009, estrelando Alexis Bledel, Jane Lynch, Michael Keaton e Rodrigo Santoro.

## Sinopse
A jovem Ryden Malby (Alexis Bledel) acaba de se formar na universidade e tem um plano para o futuro: arrumar um bom emprego, curtir com seu melhor amigo e encontrar o par perfeito. Mas o plano da garota vai por água abaixo quando ela é forçada a voltar a morar com os seus pais (Jane Lynch e Michael Keaton). Ela começa a procurar o emprego dos sonhos e aos poucos percebe que nada é significante sem as pessoas que ama.

## Elenco
- Alexis Bledel como Ryden Malby
- Jane Lynch como Carmella Malby
- Michael Keaton como Walter Malby
- Rodrigo Santoro como David Santiago
- Zach Gilford como Adam Daves
- Bobby Coleman como Hunter Malby
- Carol Burnett como Maureen Malby
- Craig Robinson

## Recepção
O Metacritic, que usa uma média ponderada, atribuiu ao filme uma pontuação de 35 em 100, baseado em 25 críticos, indicando críticas "geralmente desfavoráveis".